# Алтухово (Подольський міський округ)
Алтухо́во (рос. Алтухово) — присілок у складі Подольського міського округу Московської області, Росія.

## Населення
Населення — 44 особи (2010; 14 у 2002).
Національний склад (станом на 2002 рік):
- росіяни — 100 %